# Toconey (comuna)
Toconey fue una de las comunas que integró el antiguo departamento de Curepto, en la provincia de Talca. Su capital era la localidad de Toconey.
En 1920, de acuerdo al censo de ese año, la comuna tenía una población de 2664 habitantes. Su territorio fue organizado por decreto N.º 4.848 del 22 de diciembre de 1922.

## Historia
La comuna fue creada por decreto N.º 4.848 del 22 de diciembre de 1922.
Esta comuna fue suprimida mediante el Decreto con Fuerza de Ley N.º 8.583 del 30 de diciembre de 1927, dictado por el presidente Carlos Ibáñez del Campo como parte de una reforma político-administrativa, anexando su territorio a la comuna de Constitución. La supresión se hizo efectiva a contar del 1 de febrero de 1928.